# Пойнт-Лукаут
Пойнт-Лукаут (англ. Point Lookout) — небольшой город на северо-востоке острова Северный Страдброк, юго-восточное побережье Квинсленда, Австралия. В 2006 году население города составило 669 человек, в 2016 — 713 человек.

## География
Пойнт-Лукаут находится на северо-востоке Северного Страдброка, это самая восточная точка Квинсленда.

## Демография
По данным переписи 2016 года, в городе проживало 713 человек (52,9 % мужчин и 47,1 % женщин). Средний возраст населения составлял 53 года, что на 15 лет превышает средний показатель по стране в 38 лет. 72,1 % жителей Пойнт-Лукаута родились в Австралии. Остальные родились в Великобритании (4,7 %), Новой Зеландии (2,1 %) и ЮАР (1,4 %). 85,2 % говорили только на английском языке.